# Il trapianto
Il trapianto è un film del 1970 diretto da Steno.

## Trama
Un anziano e ricco imprenditore sposato da poco con un'avvenente ragazza è impossibilitato a consumare il matrimonio a causa della senilità; a tal proposito si rivolge alla clinica Weiss-Kreuz di Küsnacht, vicino a Zurigo, specializzata in trapianti, per riuscire a trovargli un buon donatore che sia disposto a dargli il proprio organo sessuale per riuscire a ottenere la virilità perduta. L'anziano è disposto a pagare il donatore 1 miliardo di Lire.
Dopo alcune selezioni, gli uomini che possiedono i requisiti sono tre: Rocco Brustolon, un boscaiolo veneto; Dario Barbieri, un padre di famiglia con quattordici figli; il barone di Filaruta, nobile siciliano decaduto e pieno di debiti.
Dopo alcuni test Rocco, che inizialmente non aveva ben compreso le conseguenze dell'intervento, risulta il più idoneo ma fugge perché si è reso conto che resterà evirato. Alla fine sarà scelto Dario.
Il barone, per evitare il disonore, ottiene dai medici un documento di giustifica in cui viene spiegato il motivo per il quale è stato scartato dalla selezione; tornato in Sicilia però scopre che i giornali hanno pubblicato la notizia della scelta di un italiano per il trapianto.
La cittadinanza e tutti i conoscenti del barone sono convinti quindi che sia stato proprio lui a sottoporsi all'intervento; quest'ultimo decide di approfittare dell'occasione per nascondere meglio le insidie nei confronti delle mogli dei suoi compaesani.
Quando viene scoperto, il barone, su ordine del boss mafioso don Calogero, sarà rispedito nuovamente alla clinica per un successivo intervento di espianto che gli consentirà di incassare il denaro necessario a saldare i creditori. Il ricevente questa volta è proprio Dario che, pentito della sua scelta, intende "acquistare" l'organo sessuale del barone al prezzo di 300 milioni di Lire.
Il film è stato girato a Ferla in provincia di Siracusa nel 1970.